# Diplorhynchus condylocarpon

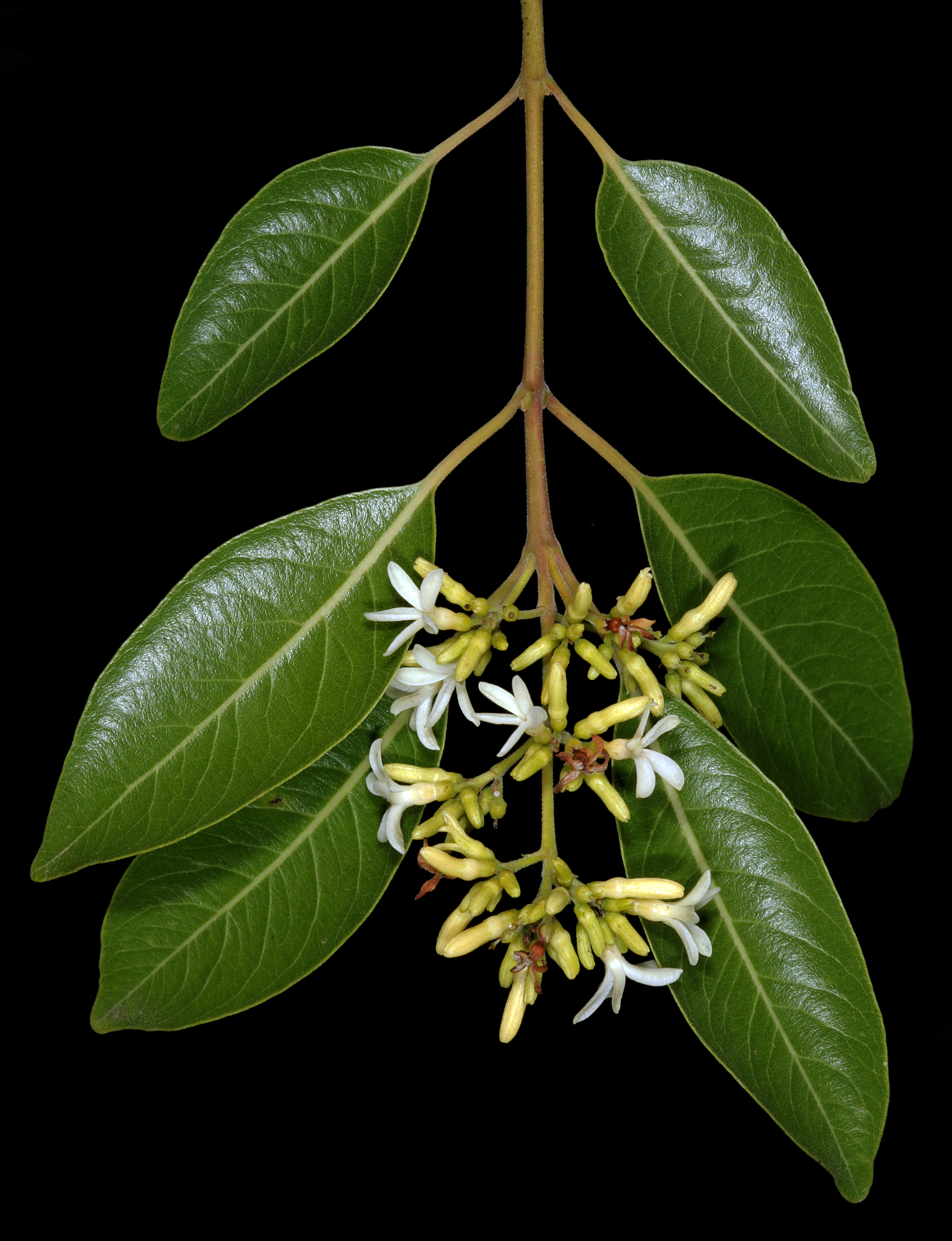

Diplorhynchus condylocarpon ist die einzige Art der Pflanzengattung Diplorhynchus innerhalb der Familie der Hundsgiftgewächse (Apocynaceae). Sie ist im tropischen und südlichen Afrika weit verbreitet.

## Beschreibung

### Vegetative Merkmale
Diplorhynchus condylocarpon wächst als laubabwerfender Strauch oder kleiner Baum und bildet einen weißen oder gelben Milchsaft. Die hängenden Zweige sind üblicherweise von blasseren Lentizellen übersät, die raue Rinde ist von tiefen Rissen durchzogen. Das Holz ist weißlichgelb bis blassorange. Die elliptischen, spitz zulaufenden Blätter sind glänzend gelbgrün und oft langstielig. Meistens sind sie gegenständig angeordnet. Ihre blassgelben Mittel- und Seitenrippen sind deutlich sichtbar.

### Blütenstand, Blüte, Frucht und Samen
Die Blütezeit dauert von September bis Dezember. An den Zweigenden bildet Diplorhynchus condylocarpon in lockeren traubigen Blütenständen einen Thyrsus mit endständigen Blüten. 
Abgesehen von den teils leicht unregelmäßigen eiförmigen, spitzen, verwachsenen Kelchblättern sind die weißen bis cremefarbenen, süß duftenden Blüten radiärsymmetrisch. Üblicherweise ist die Kronröhre, nahe deren Mitte sich die Staubblätter befinden, viel länger als der Kelch, nahezu zylindrisch und in der oberen Hälfte verdickt. Die Staubbeutel sind dreieckig, spitz zulaufend und an der Basis pfeilförmig. Der Fruchtknoten besteht aus zwei an der Basis zusammengewachsenen Fruchtblättern. In jedem Fruchtblatt befinden sich auf einer adaxialen Plazenta vier Samenanlagen. 
Die Frucht ist aus zwei länglichen Balgfrüchten zusammengesetzt, die außen dunkelbraun und mit vielen blasseren Lentizellen gesprenkelt sind und sich auf der adaxialen Seite öffnen. Die Samen sind seitlich zusammengedrückt, länglich und an der Spitze mit langen Flügeln versehen. Die Flügel der zwei äußeren Samen sind zur Basis gerichtet, die der zwei mittleren Samen zur Fruchtspitze.

## Vorkommen
Das Verbreitungsgebiet von Diplorhynchus condylocarpon erstreckt sich über die Demokratische Republik Kongo, Tansania, Angola, Malawi, Mosambik, Simbabwe, Sambia, Botswana, Namibia und Südafrika. Diplorhynchus condylocarpon kommt in offenem, trockenem Waldland und auf steinigen Hügeln vor.

## Synonyme
Synonyme für Diplorhynchus condylocarpus Muell.Arg. sind Aspidosperma condylocarpon Muell. Arg., Diplorhynchus angustifolia Stapf, Diplorhynchus mossambicensis Benth. ex Oliv., Diplorhynchus poggei K. Schum., Diplorhynchus psilopus Welw. ex Ficalho & Hiern, Diplorhynchus welwitschii Rolfe und Neurolobium cymosum Baill.

## Nahrungspflanze
Den Raupen der Schwärmer-Art Nephele comma dient Diplorhynchus condylocarpon als Nahrung.